# Пигарівка
Пи́гарівка — село в Україні, у Середино-Будській міській громаді Шосткинського району Сумської області. Населення становить 543 осіб. До 2020 орган місцевого самоврядування— Пигарівська сільська рада.

## Географія
Село Пигарівка знаходиться на березі річки Свига (в основному на лівому), вище за течією на відстані 1,5 км розташоване село Камінське (ліквідоване 1988 р.), нижче за течією на відстані км розташоване село Луг. Поруч проходить залізниця, станція Платформа 116 км.

## Символіка
На золотій шкурі зображена голова звіра яка вивергає полум'я, внизу зображені два бойові ножі. Вогнедишна голова зображає горіння і веде до назви села (герб є промовистим), а також до історичної події, коли все село вигоріло майже вщент. Шкура зображає контури села, а зелений колір символізує його красу (з усіх сторін збігається до центру зелені вулиці). Фігурна шкура і жовтий колір - селяни займаються деревообробкою. Шаблі - хоробрість місцевих мешканців.

## Історія
Точний час заснування Пигарівка невідомий. За твердженням А. М. Лазаревського, вона була «поселена не пізніше першої половини XVII століття і після поляків належала Спаському монастирю». Середино-Будські краєзнавці дотримуються аналогічної точки зору і вважають, що Пигарівка була заснована в той час, коли Сіверські землі входили до складу Речі Посполитої, з 1619 по 1648 рр.
Місце для поселення на мальовничих берегах річки Свига, яка несе свої води до красуні  Десни, було вибране вдало, так як тут проходило два торговельних шляхи один із Новгород-Сіверського і називався «Курений шлях» другий із Шатрищ і називався «Степним шляхом». 
Перша відома нам згадка про Пигарівку міститься в грамоті архієпископа чернігівського Лазаря Барановича від 2 лютого 1670 р. про обрання Михайла Лежайського архімандритом Новгород-Сіверського монастиря. На вказаний момент Пигарівка вже перебувала у володінні Спасо-Преображенського монастиря. Вона була включена до складу його володінь в кінці 60-их років XVII століття, після 3 вересня 1667, і закріплена за ним Стверджувальною грамотою царя Олексія Михайловича від 11 квітня 1671 р. Спасо-Преображенський монастир був єдиним власником Пигарівки і по ревізії 1723 р. володів в ній 28 дворами і 20 хатами.
В 1733 році Пигарівка була відібрана у монастиря і за рішенням генерального суду передана графу Гавриїлу Івановичу Головкіну в рахунок відшкодування шкоди в сумі 1600 крб., заподіяної йому монастирським керуючим, незаконно захопившим майно його селян. Однак після того, як винуватців покарали, граф Г. І. Головкін пом'якшав і повернув Пигарівку її колишньому власникові. У 1765—1768 рр. за Спасо-Преображенським монастирем в Пигарівці значилося 26 дворів і 24 хати, а в 1779—1781 рр. — 19 дворів, 28 хат і 30 бездворових хат.
У 1786 році на підставі іменного указу Катерини ІІ від 10 квітня 1786 «Про штат Київської, Чернігівської та Новгород-Сіверської єпархій» Пигарівка була вилучена у Спасо-Преображенського монастиря та передана в казенне відомство. З того часу вона перебувала у віданні казни, а її жителі мали статус державних селян і платили грошовий податок у державну скарбницю.
У цей час в Пигарівці працювали 2 лавки, 1 заїжджий двір, 1 вітряк і 1 крупорушка. У 1895 році село майже повністю вигоріло, однак зусиллями місцевих жителів було відновлено.
У період з 1672 по 1683 рр. в Пигарівці була побудована дерев'яна Різдво-Богородицька церква. Однак до середини 40-их років XVIII століття вона занепала, і в 1747 році на її місці була зведена нова дерев'яна церква, у якій в 1781 році служив 1 священик і 2 церковника.
Прихід в Пигарівці був великим і налічував в 1770 р. — 498 чоловіків і 487 жінок, в 1790 р. — 535 чоловіків і 530 жінок, в 1810 р. — 578 чоловіків і 570 жінок, в 1830 р. — 614 чоловіків і 600 жінок, в 1850 р. — 545 чоловіків і 568 жінок, а в 1860 р. — 567 чоловіків і 585 жінок. У різний час у ньому служили Іоанн Липський (? — 1879 — ?), Михайло Гапонов (? — 1899—1901 — ?) та інші священики. Після приходу до влади більшовиків церква була закрита, а її приміщення в 1932 році віддані під склад для зберігання зерна, а потім сільмаг і клуб.
У жовтні 1860 в Пигарівці була відкрита церковно-приходська школа, у якій в 1861—1862 навчальному році навчалося 37 хлопчиків і 4 дівчинки, в 1874 році — земська школа, у якій в 1901 році навчалося 67 хлопчиків і 5 дівчаток, а в 1895 році — школа грамоти, яку 1 січня 1899 відвідувало 22 хлопчика і 10 дівчаток.
В 1895 році в селі сталася біда. Село згоріло дощенту. Згоріло все і домівки, і поля. Вціліла тільки одна хата, бо стояла крайня, але село відродилося.
Після 1910 року, під час Столипинської реформи, частина пигарівців переселилася на «отруби», де виникли нові невеличкі поселення-хутори: Ріг, Луг, Новосовський, Хрещикове.
12 червня 2020 року, відповідно до Розпорядження Кабінету Міністрів України № 723-р «Про визначення адміністративних центрів та затвердження територій територіальних громад Сумської області» увійшло до складу Середино-Будської міської громади.
19 липня 2020 року,  в результаті адміністративно-територіальної реформи та ліквідації Середино-Будського району, село увійшло до Шосткинського району.

## Сьогоднення
Пигарівка дуже мальовниче село. З усіх сторін збігається до центру зелені вулиці. Тут розташовані, в кількох кроках один від одного, історичні, соціальні та культурні заклади. Є водойма. В центрі села - меморіальний комплекс на честь загиблих земляків в роки Великої Вітчизняної війни. Напроти – стара історична забудова Пигарівської дореволюційної школи.
На території села працює приватне сільськогосподарське підприємство, Пигарівська амбулаторія загальної практики сімейної медицини, сільський клуб, бібліотечний філіал, три приватних підприємці, приватні магазин та  два деревообробних підприємства.

## Населення
Згідно з переписом УРСР 1989 року чисельність наявного населення села становила 672 особи, з яких 289 чоловіків та 383 жінки.
За переписом населення України 2001 року в селі мешкало 525 осіб.

### Мова
Розподіл населення за рідною мовою за даними перепису 2001 року:
| Мова       | Відсоток |
| ---------- | -------- |
| російська  | 50,83 %  |
| українська | 49,17 %  |

## Об'єкти соціальної сфери
- Пигарівська філія Середино-Будської школи №1.
- Фельдшерсько-акушерський пункт.

## Відомі люди
У селі народився провідник ОУН Анатоль Кабайда-Жуківський (13.10.1912-28.05.1998). Його донька Оксана Діксон, 1947 р.н., наразі живе на о. Тасманія (Австралія), має музичну освіту.
У селі народився Іван Корявко — Герой Радянського Союзу.